# 1967 NBA Expansion Draft
Rozszerzający draft odbył się 1 maja 1967 r., z okazji przyjęcia do ligi NBA nowych klubów - San Diego Rockets i Seattle SuperSonics. Kluby wybrały z pozostałych drużyn w sumie 25 zawodników.

## San Diego Rockets
| Zawodnik       | Pozycja | Narodowość        | Poprzednia drużyna |
| -------------- | ------- | ----------------- | ------------------ |
| Jim Barnett    | G-F     | Stany Zjednoczone | Boston Celtics     |
| John Barnhill  | G       | Stany Zjednoczone | Baltimore Bullets  |
| John Block     | F-C     | Stany Zjednoczone | Los Angeles Lakers |
| Hank Finkel    | C       | Stany Zjednoczone | Los Angeles Lakers |
| Dave Gambee    | F       | Stany Zjednoczone | Philadelphia 76ers |
| Johnny Green   | F-C     | Stany Zjednoczone | Baltimore Bullets  |
| Toby Kimball   | F-C     | Stany Zjednoczone | Boston Celtics     |
| Don Kojis      | SF      | Stany Zjednoczone | Chicago Bulls      |
| Jon McGlocklin | G-F     | Stany Zjednoczone | Cincinnati Royals  |
| Jim Ware       | F       | Stany Zjednoczone | Cincinnati Royals  |

## Seattle SuperSonics
| Zawodnik      | Pozycja | Narodowość        | Poprzednia drużyna     |
| ------------- | ------- | ----------------- | ---------------------- |
| Henry Akin    | F-C     | Stany Zjednoczone | New York Knicks        |
| Nate Bowman   | C       | Stany Zjednoczone | Philadelphia 76ers     |
| Dave Deutsch  | G       | Stany Zjednoczone | New York Knicks        |
| Richie Guerin | G       | Stany Zjednoczone | St. Louis Hawks        |
| Walt Hazzard  | G       | Stany Zjednoczone | Los Angeles Lakers     |
| Tommy Kron    | G       | Stany Zjednoczone | St. Louis Hawks        |
| Tom Meschery  | F       | Stany Zjednoczone | San Francisco Warriors |
| Dorie Murrey  | F-C     | Stany Zjednoczone | Detroit Pistons        |
| Bud Olsen     | F-C     | Stany Zjednoczone | San Francisco Warriors |
| Ron Reed      | F       | Stany Zjednoczone | Detroit Pistons        |
| Rod Thorn     | G       | Stany Zjednoczone | St. Louis Hawks        |
| Ben Warley    | G-F     | Stany Zjednoczone | Baltimore Bullets      |
| Ron Watts     | F       | Stany Zjednoczone | Boston Celtics         |
| Bob Weiss     | G       | Stany Zjednoczone | Philadelphia 76ers     |
| George Wilson | C       | Stany Zjednoczone | Chicago Bulls          |